# Кусюм Тюлекеев
Кусюм Тюлекеев, баш. Күсем Түләкәй улы (кон. XVII — сер. XVIII в.) — башкирский феодал Тамьянской волости Ногайской даруги Уфимского уезда, один из главных руководителей Башкирского восстания 1704—11 гг. На правах припуска пользовался землями башкир Енейской волости Казанской дороги. Его отец — Тюлекей-батыр был предводителем в Сеитовском бунте, а его сын Акай Кусюмов и внук Абдулла Акаев — в Башкирском восстании 1735—1740 гг. У башкир сохранились песни о нем.

## Участие в восстаниях
С 1705 года Кусюм Тюлекеев, наряду с Алдаром Исянгильдиным, возглавляет восстание башкир Ногайской и Казанской дорог. П. И. Рычков в книге «История Оренбургская по учреждении Оренбургской губернии» называет это движение так — «Алдаровский и Кузюковский бунт».
В самом конце декабря 1707 года повстанцы под руководством Кусюма Тюлекеева, Алдара Исекеева и Балта-батыром, захватывают крепость Заинск и движутся на Новошешминск, Билярск. К тому времени все русские населенные пункты вокруг закамских крепостей были заняты восставшими и отчасти сожжены.
В 1709 году полностью отошел от движения и участвует в переговорах повстанцев с царскими властями. Кусюм Тюлекеев продолжает отстаивать интересы башкир мирными средствами.

Дальнейшая судьба и о смерти Кусюма Тюлекеева ничего не известно, но есть «допросные речи» его сына Акай-батыра в 1737 году::
«…отец ево Кусюм, в бунте был Алдаровском и после того бунту умре в доме своем.»

## Примечание
1. ↑  Вожди восстаний XVII—XVIII вв. из башкир Казанской дороги. Дата обращения: 5 декабря 2012. Архивировано 4 марта 2016 года.
2. ↑  В. В. Ермаков «Челнинская история». Дата обращения: 5 декабря 2012. Архивировано из оригинала 17 января 2012 года.
3. ↑  Статья в Башкортостан: Краткая энциклопедия (недоступная ссылка)
4. ↑  Допросные речи одного из главных руководителей восстания 1735—1736 гг. Акая Кусюмова. Дата обращения: 5 декабря 2012. Архивировано 28 октября 2012 года.